# Perfect Life
Chansons représentant l'Allemagne au Concours Eurovision de la chanson
Ghost
(2016) You Let Me Walk Alone
(2018)
Perfect Life (en français : « Vie parfaite ») est la chanson de Levina qui représente l'Allemagne au Concours Eurovision de la chanson 2017 à Kiev, en Ukraine.
L'Allemagne étant un membre du Big Five, elle est directement qualifiée pour la finale le 13 mai 2017. C'est la 21e chanson interprétée lors de la finale. À l'issue du vote la chanson allemande se classe 25e sur 26 chansons avec un total de 6 points.

## Classements hebdomadaires
| Classement (2017)            | Meilleure position |
| ---------------------------- | ------------------ |
| Allemagne (Media Control AG) | 28                 |